# As-Sirāt
As-Sirāt (Arabisch: الصراط) is, volgens de islam, de brug over de hel waarover iedere persoon moet gaan op de Yawm al-Qīyāmah (dag des oordeels) om Djanna (het paradijs) te betreden.

## Etymologie
Vroege moslimschrijvers waren niet zeker van de spelling van dit woord. Het werd geschreven als صراط, سراط en زراط. Ze waren daarnaast niet zeker van het geslacht van het woord. Het woord lijkt uiteindelijk afkomstig te zijn van het gehelleniseerde στράτα van het Latijnse strata (straat), dat via het Klassiek Syrische ܐܣܛܪܛܐ in het Arabisch werd opgenomen.

## Beschrijving
In de hadithverzamelingen van Buhkari en Muslim, die door soennitische moslims als de twee meest gezaghebbende worden gezien, wordt de Sirāt uitgebreid omschreven.
Op de dag des oordeels zal deze brug over de hel worden gelegd. Er wordt gezegd dat de brug dunner dan een haar en scherper dan het zwaard is. Op deze dag zal niemand behalve de apostelen kunnen spreken. Zij zullen zeggen: "O Allah, red ons toch". Onder de brug bevindt zich het hellevuur. Mohammed en zijn volgers zullen als eerste de oversteek maken; daarna volgt rest. De mensen zullen in verschillende snelheden over de brug gaan. Sommige mensen zullen in een ogenblik de overkant bereiken, andere als een vogel of als paarden en kamelen. De laatste persoon zal over de brug gesleept worden. Er zijn haken zoals doornen die de mensen kunnen raken. Het hangt van iemands daden af of een haak hem raakt. Sommige mensen zullen ongeschonden de overkant bereiken. Het is ook mogelijk dat een haak iemand raakt en hij verwond de overkant bereikt, of dat hij door de haak van de brug wordt geslagen en hij in de hel belandt. Nadat Allah klaar is met zijn oordelen zal hij aan de engelen de opdracht geven de mensen die alleen hem aanbaden uit de hel te halen. De engelen zullen hen herkennen aan hun voorhoofd waaraan te zien is dat ze in hun leven gebeden hebben. Als ze uit de hel worden gehaald is alleen nog een skelet over. Er wordt levenswater over ze gegoten waarna ze zullen groeien als zaadjes op de oever van stromend water.
Nadat de mensen over de brug zijn gekomen zullen ze worden tegengehouden bij een andere brug tussen de hel en het paradijs. Hier zullen de mensen elkaar de ongerechtigheden van het aardse leven vergelden. Als ze gezuiverd zijn van al hun zonden zullen ze het paradijs betreden.